# Alexandria (Virgínia)
Alexandria é uma cidade independente localizada no estado americano da Virgínia. Foi fundada em 11 de maio de 1749. Está localizada ao longo da margem oeste do Rio Potomac, a aproximadamente 9,6 km² ao sul do centro de Washington, D.C., capital do país.

## Geografia
De acordo com o United States Census Bureau, a cidade tem uma área de 40,1 km², onde 38,9 km² estão cobertos por terra e 1,1 km² por água.

## Demografia
Segundo o censo nacional de 2020, a sua população é de 159 mil habitantes e sua densidade populacional é de 3 595,55 hab/km². É a localidade mais densamente povoada da Virgínia. Possui 72 376 residências, que resulta em uma densidade de 1 859,25 residências/km².

## Marcos históricos
A relação a seguir lista as entradas do Registro Nacional de Lugares Históricos em Alexandria. Os primeiros marcos foram designados em 15 de outubro de 1966 e o mais recente em 23 de maio de 2019. Aqueles marcados com ‡ também são um Marco Histórico Nacional.
- Alexandria Canal Tide Lock
- Alexandria City Hall
- Alexandria Historic District‡
- Alexandria National Cemetery
- Alexandria Union Station
- Alfred Street Baptist Church
- Appomattox Statue
- Bank of Alexandria
- Bayne-Fowle House
- Beulah Baptist Church
- Bruin's Slave Jail
- Carlyle House
- Charles M. Goodman House
- Christ Church‡
- Contrabands and Freedmen Cemetery
- Davis Chapel
- Dr. Albert Johnson House
- Fairfax-Moore House
- Fort Hunt
- Fort Ward
- Franklin and Armfield Office‡
- Gadsby's Tavern‡
- George Lewis Seaton House
- Green Spring
- Hollin Hills Historic District
- Huntley
- Jones Point Lighthouse and District of Columbia South Cornerstone
- Lee-Fendall House
- Lloyd House
- Moses Hepburn Rowhouses
- Mount Vernon‡
- Mount Vernon High School
- Mount Vernon Memorial Highway
- Oakland Baptist Cemetery
- Odd Fellows Hall
- Old Dominion Bank Building
- Orange and Alexandria Railroad Hooff's Run Bridge
- Parkfairfax Historic District
- Presbyterian Meeting House, Old
- President Gerald R. Ford Jr. House‡
- Protestant Episcopal Theological Seminary
- Robert E. Lee Boyhood Home
- Rosemont Historic District
- Southwest No. 1 Boundary Marker of the Original District of Columbia
- Southwest No. 2 Boundary Marker of the Original District of Columbia
- Southwest No. 3 Boundary Marker of the Original District of Columbia
- Southwest No. 4 Boundary Marker of the Original District of Columbia
- St. Paul's Episcopal Church
- Stabler-Leadbeater Apothecary Shop
- Swann-Daingerfield House
- Tauxemont Historic District
- The Lyceum
- Tower House
- Town of Potomac
- Uptown-Parker-Gray Historic District
- Woodlawn Plantation‡